# Sport Huamanga
O Sport Huamanga foi um clube de futebol da cidade de Ayacucho, localizada no departamento homônimo. Fundado em 25 de abril de 2002, foi a equipe mais representativa da cidade nos primeiros anos do século XXI.

## História
O Sport Huamanga foi fundado em 25 de abril de 2002 no bairro de San Blas pela família Beingolea. Desde a sua fundação, a equipa adotou um futebol competitivo e representativo do futebol Ayacucho. Estreou na terceira divisão sob a orientação do seu treinador Jaime López e graças à sua experiência em times menores, conquistou o título da terceira divisão distrital, ascendendo à segunda divisão distrital, onde teve uma destacada participação e o título do ano de 2003, chegando assim à primeira divisão distrital, conseguindo ondireito de participar nas seguintes etapas Provinciais e Departamentais.
Em 2005 o Sport Huamanga fez uma campanha de sucesso e pela primeira vez na história do futebol Ayacucho chegou à etapa Nacional da Copa Peru. De 2005 a 2008 a equipe realizou boas campanhas, chegando às quartas de final da etapa Nacional da Copa do Peru por três anos consecutivos, motivos suficientes para despertar paixões na sofrida torcida ayacuchana, que sonhava em ver um dia a equipe de seus amores na Primeira Divisão do futebol peruano.
2008 marcou sua última participação na Copa Peru, quando chegou às quartas de final da etapa Nacional. Foi eliminado pelo Sport Huancayo em um jogo com muitas polêmicas e confusão nas arquibancadas por conta da árbitragem de Alejandro Villanueva.
Em 2009 se recusou a participar na Liga Superior de Ayacucho descendo para a Liga Distrital de Huamanga, onde também não participou no ano seguinte. Desde então, não participa de torneios oficiais, ainda que a torcida de Ayacucho peça seu retorno.

## Uniformes
- Uniforme titular: camisa, calção e meias azul marinho.
- Uniforme reserva: camisa, calção e meias pretas.

## Estádio
Mandava seus jogos no estádio Ciudad de Cumaná, com capacidade para 12.000 espectadores.

## Honrarias
- Liga Departamental de Ayacucho (3): 2006, 2007, 2008.
- Liga Provincial de Huamanga (4): 2005, 2006, 2007, 2008.
- Liga Distrital de Ayacucho (3): 2004, 2005, 2006.
- Vice-campeão da Liga Departamental de Ayacucho: 2005.
- Campeão da Região VI**